# Niccolò Campriani
Niccolò Campriani (Florença, 6 de novembro de 1987) é um atirador olímpico italiano, bicampeão olímpico.

## Carreira
Niccolò Campriani representou a Itália em duas Olimpíadas, em 2008 e 2012, conquistou a medalha de ouro em 2012, na carabina em três posições.

### Rio 2016
No Rio, ele venceu a prova de carabina de ar 10m, com recorde olímpico. Ele voltou ainda a na carabina em 3 posições, na qual conquistou seu segundo ouro no Rio 2016, e segundo na modalide.